# کوشکن
کوشکن، روستایی از توابع بخش مرکزی شهرستان زنجان در استان زنجان ایران است.

## جمعیت
این روستا در دهستان زنجانرودبالا قرار دارد و براساس سرشماری مرکز آمار ایران در سال ۱۳۸۵، جمعیت آن ۴۴۵ نفر (۱۰۹خانوار) بوده‌است.
توپوگرافی و اقلیم:
روستای کوشکن به عنوان یکی از روستاهای جلگه ای بخش مرکزی زنجان است. با توجه به وجود توپوگرافی ملایم و نیز کوهستانی بودن ۰منطقه دارای آب و هوای سرد در زمستان و گرم و خشک در تابستان می‌باشد. اوضاع جوی وشرایط اقلیمی منطقه برحسب پستی و بلندی سخت متغیر است. به‌طور عمده یک منطقه کوهستانی وجلگه ای است وشرایط آب وهوایی جلگه ای را دارا می‌باشد.
معمولاً در ارتفاعات دارای آب و هوای سرد کوهستانی، در زمستان پر برف و در قسمت دشت‌ها درتابستان دارای آب و هوای معتدل وخشک می‌باشد. روستا در موقعیت جلگه ای قرار گرفته‌است.
شیب عمومی روستا از غرب به شرق بوده و جهت باد غالب از طرف جنوب شرقی به طرف شمال غربی می‌باشد، ارتفاع از سطح دریا ۱۵۵۰ متر می‌باشد.
توپوگرافی ملایم روستا منجر به شکل‌گیری بافت روستا به صورت هسته بوده و بافت قدیم روستا در اطراف مسجد شکل گرفته‌است و معابر پر پیچ و خم با عرض کم در بافت قدیم قابل مشاهده می‌باشد؛ و به‌طور کلی بافت روستا و به عبارتی دیگر شکل کالبدی روستا متأثر از اقلیم منطقه بوده‌است.
ویژگی‌های طبیعی زمین در روستای کوشکن به صورت مسطح بوده واراضی اطراف روستا به وسیله تاکستانهاو اراضی زراعی محاصره گردیده است. جنس خاک در بسیاری از قسمت‌ها دارای قابلیت نفوذ پذیری مناسب بوده و اراضی زراعی روستا به صورت آبی و دیم بوده و بیشتر در ضلع شرق و شمال و جنوب روستا قرار دارد